# Соколовка (місцевість)
Соколо́вка — історична місцевість та колишне село у східній частині Покровського району Кривого Рогу, розташований на лівому березі Кресівського водосховища.

## Загальні відомості
Засноване як робоче селище у 1922 р. переселенцем із села Лозуватка Соколовським.
У 1930-х роках Соколовка була звичайним гірницьким селищем з хаотичною забудовою. Мешканці працювали на шахтах та рудниках Кривого Рогу. Найбільшого розвитку селище отримало у 1950—1960-х роках. На території селища з 1922 по 1976 роки діяло нині закрите для поховань «Соколівський цвинтар» площею 1,48 га і має 1140 поховань.

## Характеристика
Історична місцевість та колишне село забудоване переважно приватним сектором в східній частині Покровського району Кривого Рогу, розташований на лівому березі Кресівського водосховища річки Саксагань. На південному заході Соколівка межує з історичним районом селищем Стаханова, на півдні та південному сході з 4, 5 та 7 Зарічними мікрорайонами. Має 15 вулиць приватного сектора, де проживає понад 1 тис. осіб.

### Вулиці
- Приміська вул.
- вул. Фарадея
- вул. Фабриціуса
- Привільна вул.
- Огородна вул.
- Гранітна вул.
- Пров. Алексєєва
- Артеківський пров.